# 874 Rotraut
874 Rotraut è un asteroide della fascia principale del diametro medio di circa 56,47 km. Scoperto nel 1917, presenta un'orbita caratterizzata da un semiasse maggiore pari a 3,1575207 UA e da un'eccentricità di 0,0775039, inclinata di 11,14196° rispetto all'eclittica.
L'origine del suo nome è sconosciuta.